# Izi (rappeur)
Izi (parfois stylisé IZI), de son vrai nom Diego Germini, né le 30 juillet 1995 à Savillan, est un rappeur italien.

## Biographie
Diego Germini, dit Izi, naît le 30 juillet 1995 à Savillan, et grandit à Cogoleto, dans la banlieue de Gênes.
En avril 2016, il est à l'affiche du film Zeta - Una storia hip-hop (it) réalisé par Cosimo Alemà, dans lequel il incarne le rôle de Zeta, un jeune rappeur en quête de succès, et sort, le 13 mai 2016, son premier album studio intitulé Fenice. En juillet, il est invité par Rkomi sur le titre Aeroplanini di carta, certifié single de platine. Puis, en décembre, il collabore avec Charlie Charles (it) sur le titre Niagara, certifié single d'or en octobre 2017.
En mars 2017, il est de nouveau invité par Charlie Charles pour interpréter Bimbi aux côtés de Rkomi, Sfera Ebbasta, Tedua (it) et Ghali.
En avril 2017, Izi sort le single 4GETU, suivi, le mois suivant, par la sortie de son 2e album studio : Pizzicato.
Début 2019, il figure sur le remix italien du single Habitué de Dosseh, et dévoile, le 10 mai 2019, son troisième album studio intitulé Aletheia. En décembre 2019, il sort le single Cometa en collaboration avec Dosseh.
Le 30 octobre 2020 sort RIOT, son quatrième album studio.

## Discographie

### Albums studio
- 2016 : Fenice
- 2017 : Pizzicato
- 2019 : Aletheia
- 2020 : RIOT

### Mixtapes
- 2014 : Kidnapped Mixtape
- 2015 : Julian Ross Mixtape

### Singles
- 2015 : La tua ora
- 2016 : Chic
- 2016 : Scusa (featuring Moses Sangare)
- 2016 : Tutto apposto (featuring Sfera Ebbasta)
- 2017 : Pianto
- 2017 : 4GETU
- 2017 : Distrutto
- 2017 : Wild Bandana (featuring Tedua (it) & Vaz Tè)
- 2018 : Fumo da solo
- 2019 : Magico
- 2019 : Cometa (featuring Dosseh)

## Filmographie
- 2016 : Zeta - Una storia hip-hop (it) - Alex dit Zeta